# Windows 3D ピンボール
『Windows 3D ピンボール Space Cadet』（ウインドウズ スリーディー ピンボール スペース キャデット）は、Microsoft WindowsシリーズのNT4.0 - XPに付属されていた、ピンボールを再現したゲームソフトである。

## 概要
1996年にマクシスが開発・発売した『Full Tilt! Pinball』に収録されていた3つの台（Space Cadet、Skulduggery、Dragon's Keep）のうち、Space CadetのみがWindows 95の拡張パック『Microsoft Plus! for Windows 95』に収録され、その後はWindows NT 4.0、2000、Me、XPにセットされていた。
ゲーム自体はオーソドックスなピンボールをコンピュータ画面上に再現したものであり、一般家庭向けのパーソナルコンピュータではしばしばプリインストールされていたが、Microsoft Windowsをパッケージからインストールする際には、他のWindows標準付属ゲーム同様にこのゲームをインストールするかどうかが選べるようになっているほか、「アプリケーションの追加と削除」から、Windowsコンポーネントの一つとして、随時アンインストールと再導入が可能となっている。
Windows Vista以降には収録されていない。これは、64ビット化する際に、ボールが壁を突き抜けてしまい、ゲームとして成り立たないバグが見つかり、プログラムが外部に委託する形で開発されたため修正が極めて難しかったからとされている。ただし、コンピュータプログラム動作環境としては互換性があるため、XPなどからフォルダーをコピーしてくることでプレイが可能で、現在主流のWindows 10/11でも正常に動作するが、サポート対象外となる。
なお、Windows 8/8.1には収録されなかったが、パワーアップ版アプリとしてPinball FX2がWindowsストアでダウンロードできる（MARSという種類のみ無料でその他の種類は有料）。

## ゲーム内容
宇宙軍の士官候補生からスタートし、与えられたミッションをクリアすることで階級を上げていくという設定があるが、ゲーム自体には盤面の模様やフィーチャーおよびメッセージにこの設定に沿ったものが見られる限りで、ゲームのルール自体には無関係である。指定された所定のフィーチャーをクリアすることで、士官候補生から、少尉・中尉・大尉・少佐・中佐・准将・大将・元帥の順番で階級が上がる。他のコンピュータピンボール同様に、キーボードないしジョイスティックからパドルを操作するほか、台を揺するテクニックも利用できる。しかし台を揺する操作をし過ぎると、実際のピンボール同様に「TILT」状態になり操作を受け付けなくなり、その間にボールはOUTの穴から落ちてしまう。
3Dとは銘打っているが、3次元コンピュータグラフィックスを同ゲームが動作するコンピュータでリアルタイムに生成して表示している訳ではなく、予め画像データとしてプログラムに組み込まれているラスタ画像を背景としており、その動作はWindows 95プリインストール世代の極めて旧式なパソコンでも動作可能なほど軽量である。このため、安価でロースペックな機種を含むほとんどのWindowsパソコンで遊ぶことが可能であり、その意味ではネットブックのような限定的機能しかないパソコンでも遊ぶことができる。

## バグ
日本語版にはいくつかのバグが存在しており、うち1つはソフトウェアの強制終了を伴う致命的なものである。
- ｢○○○ワームホールを狙う｣ミッションにおいて、レッドワームホール及びグリーンワームホールがターゲットの場合、メッセージ末尾の「狙え！」が「狙て！」と誤記されている。
- 一定の階級に昇進すると発動可能となる「サテライト リトリーバル」ミッションを発動させると、ピンボールが強制終了し続行不能となる。これは、ミッション名を表示するための文字列に割り当てられるバッファサイズが64バイト確保されているが、「サテライト リトリーバル」のミッションメッセージを表示する際に65バイト使い、確保されているこの64バイトを上回り、メモリを破壊してしまうことが原因である[2]。
- 全画面でスキルショットを発動させると、たまに配置ライトが点灯したままになり、ポイントももらえないということが起こる。

## 裏技
『Space Cadet』には、特定の操作をすることで通常とは違った動作をさせることができる、いわゆる裏技が実装されている。
特定のコマンドを打つことで、ピンボールの玉をマウスで操作できるようになるほか、以下の操作で特殊な効果を任意に発動できるようになる。
特定のキーを入力することで、以下の効果が発生する。
- フレームレートがタイトルバーに表示される。
- ハイスコアが表示され、2位に1,000,000,000点を記録することができるようになる。
- システムメモリが別ウィンドウに表示される。
- 昇格する。

以下は、全画面の状態で操作をすると発動する。
- ボールが無限になる。
- エキストラボールを獲得できる。
- 重力トラップがオン状態になる。
- 昇格する。